# Samuel Watson
Samuel Watson, född 27 februari 2006, är en amerikansk professionell sportklättrare.

## Karriär
Watson tog guld vid Panamerikanska spelen 2023 i hastighet.